# Норазима Абу Бакар
Норазима Абу Бакар (малайск. Norazimah Abu Bakar; р. 28 апреля 1962, Ипо, штат Перак) — поэтесса, детская писательница и иллюстратор своих книг, деятель женского движения Малайзии.

## Краткая биография
Окончила среднюю школу «Сри Кепаянг» в Ипо, затем Технологический институт Мара по специальности «общественные связи». В 1981—2006 гг. работала в Королевской полиции Малайзии, в том числе в 1990—2005 гг. как ведущая программы первого канала Радио Малайзии «Полиция и вы».

## Творчество
Начала активно писать в начале 1990-х гг. Издала несколько сборников стихов и иллюстрированных книг для детей. Стихи включены в 42 коллективных сборника, в том числе «Антологию 33 Всемирного конгресса поэтов» (2013). Стихотворения поэтессы переведены на английский, китайский, русский, тамильский, японский языки. С успехом читает свои стихи на различных поэтических форумах в стране и за рубежом (Бангладеш, Бруней, Вьетнам, Индия, Индонезия, Камбоджа, Корея, КНР, Сингапур, Таиланд, Япония). В 2018 г. принимала участие в работе Форума по литературе Юго-Восточной Азии на Тайване. Активно участвует в деятельности писательских организаций Малайзии, является секретарём организации «ГАПЕНА», вице-президентом Национального клуба поэтов-декламаторов, членом секретариата Союза малайзийских поэтесс, пожизненным членом Национального союза писателей Малайзии (Пена) и «Пеньяир» (Поэт).

## Награды
- Премия Государственного фонда развития книжного дела «Подающий надежды поэт» (2016)
- Премия «Женщина-героиня» писательской организации «Нумера» (2017)[3].

## Публикации
- Melarik Malam. Kuala Lumpur: Institut Terjemahan dan Buku Malaysia (ITBM), 2014. ISBN 9789670798172 (стихи)
- Langit, Bumi dan Lautan (Небо, земля и море). Kuala Lumpur: Institut Terjemahan dan Buku Malaysia (ITBM), 2016. ISBN 9789674603137 (стихи)
- (текст и иллюст.) Mira Bersih, Kutu Lari (Siri Kebersihan Diri). Kuala Lumpur: Gapeniaga, 2016 (рассказ для детей).
- (ред.) Himpunan Karya Nano. Kuala Lumpur: Gapena & Mosti, 2016.
- (ред.) Titis Darah Kanang. Kuala Lumpur: Dewan Bahasa dan Pustaka (DBP), 2016 (совместно с Asmira Suhadis). ISBN 9789834617523 (стихи)
- (текст и иллюст.) Si Anak Rusa (Оленёнок). Tokyo: Tomo Daichi, 2017 (народная сказка на малайском и японском языках).
- (ред.) Puisi Bahasa Jiwa (Поэзия — язык души). Kuala Lumpur: PENYAIR, 2017.
- (ред.) Puisi Suara Deklamator. Kuala Lumpur: PENYAIR, 2017.
- Perempuan 3 Wajah. Kuala Lumpur: Pekan Ilmu Publications, 2019 (совместно с Morne Hashim и Cikseri Banang) ISBN 9789674380557 (стихи)
- (ред.- сост.) Цветы далёких берегов. Антология женской поэзии Малайзии. Перевод с малайского Виктора Погадаева и Анны Погадаевой. Сост. Сри Диах Шахаруддин и Норазима Абу Бакар. Художественное оформление Саида Таджудина. Предисловие Национального писателя Малайзии Сити Зайнон Исмаил. М.: Ключ-С, 2019, 170 с. ISBN 978-5-6042922-7-3.
- (ред.- сост.) Bunga-Bunga Pulau Jauh. Antologi Puisi Penyair Wanita Malaysia. Цветы далёких берегов. Антология женской поэзии Малайзии. Terjemahan Victor A. Pogadaev, Anna V. Pogadaeva. Penyelaras Norazimah Abu Bakar, Sri Diah Shaharuddin. Prakata Sasterawan Negara Siti Zainon Ismail. Moscow-Kuala Lumpur: Persatuan Nusantara, Sebudi, Galeri Melora, 2019, 158 pp. ISBN 978-983-9463-17-0[4].
- (текст и иллюст.) Kupetik Bintang (Я срываю звезду). Kuala Lumpur: Integra Creative Media Sdn. Bhd., 2019 (рассказ для детей)
- (текст и иллюст.) Eeemmmmm… Sedapnya! (Ах, как вкусно!) Subang Jaya: Karyaarif Interprise, 2019 (рассказ для детей на малайском и японском языках).

## Переводы стихов поэтессы на русский язык
- Если рассердишься (Bila Nanti); Молчит дитя войны (Diam Anak Perang); Тоска — это прекрасно (Rindu Itu Indah)[5].